# Trolltjärnen (Bjurholms socken, Ångermanland, 710205-164487)
Trolltjärnen är en sjö i Bjurholms kommun i Ångermanland och ingår i Lögdeälvens huvudavrinningsområde.